# Icestock

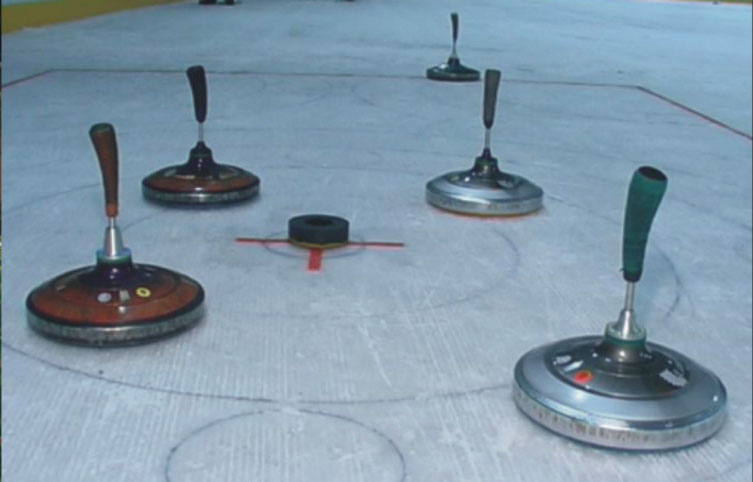
Detalls dels "discs" de llançament amb mànec i del "daube"(equivalent del "bolig").

L'Icestock en terminologia catalana i anglesa, o eisstocksport, en terninologia alemanya, és un esport que té els seus orígens als Alps. Les primeres imatges daten del segle xvi, més concretament l'any 1564 en dos olis de l'autor Pieter Brueghel "el vell", pintor costumista de l'època que va immortalitzar la principal activitat de lleure que realitzaven a l'hivern els habitants dels Alps. És un esport amb llarga tradició i història. avui en dia petits i grans segueixen practicant de forma habitual l'eisstock, no només a l'hivern sinó també a l'estiu amb la variant del joc sobre asfalt.
Es podria dir que és una espècie de petanca que es jugava en el gel. Aquest joc va anar evolucionant i actualment es pot jugar en equip i individual i en diverses modalitats (llançament, en equip, tècnica...) i es pot jugar al gel (modalitat d'hivern) i sobre asfalt (modalitat d'estiu). És un esport amateur que compta amb federació internacional, amb normes de joc, antidopatge, etc. en aquests moments és un esport reconegut pel Comitè Olímpic Internacional (COI) i que aspira a ésser esport olímpic en un futur.
Va ésser esport d'exhibició d'hivern als jocs olímpics els anys 1936 a Garmisch i l'any 1964 a Innsbruck.
Als països amb més tradició l'eissotck es practica de forma diària, amb campionats locals, regionals i lligues semi-professionals com l'alemanya (Bundesliga) o l'Austríaca. La federació internacional igualment organitza campionats europeus de clubs, europeu de nacions i mundial de nacions en totes les modalitats existents.
Les dades més destacables a nivell internacional són: 
- 38 Federacions i associacions internacionals (la núm. 33 és l'associació d'icestock Catalunya) agrupades a la Federació Internacional.
- Nacions amb més federats: 125000 (cent vint-i-cinc mil) federats a Àustria, 85000 (vuitanta-cinc mil) federats a Alemanya, 8500 (vuit mil cinc-cents) federats a Itàlia, 2300 (dos mil tres-cents) federats a Suïssa i 550 (cinc-cents cinquanta) a la República Txeca.
A Catalunya, s'hi ha introduït l'any 2005 i s'ha creat l'Associació Icestock Catalunya que és l'associació que aglutina els jugadors d'aquest esport a Catalunya, organitzant clínics d'aprenentatge i formació, així com la primera competició catalana d'Icestock.

## Normes de Joc

### Team Shooting (per equips de 4 persones)
Un partit consiteix en 6 jocs. Cada equip comença 3 jocs (alternant). El "Daube" (disc) està sempre al centre de la pista a l'inici del joc. Durant el joc, el "Taube" romany al lloc a on va quedant fins al final del joc llevat que sigui empès fora de la pista, llavors es col·loca un altre cop al mig de la pista.
La finalitat és tenir més IceStock d'un equip a la vora del « donut de goma » (« daube » de 4 de diàmetre) al final del joc.
La puntuació s'obté al final de cada joc. La puntuació per joc pot ser d'un màxim de 9 punts. Només un equip suma punts en cada joc.
Stock més proper al "taube"		3 punts
2n Stock més proper al "taube"		2 punts
3r Stock més proper al "taube"		2 punts
4t Stock més proper al "taube"	2 punts
Total:					9 punts per joc
Al final de cada joc, els capitans dels equips avaluen quants Stocks estan més propers al "Taube".
P.E.: Si l'equip A té 2 Stocks més propers al "Taube" i el tercer més proper és de l'equip B. L'equip A suma 5 punts (3 del primer Stock més proper i 2 del segon més proper).
Al final del partit, els capitans dels equips sumen les puntuacions dels 6 jocs i l'equip amb puntuació global més alta guanya el partit.
En cas d'un campionat, el guanyador té dos punts (match points) en la classificació general i un empat representa 1 punt (match point) per a cada equip (com el futbol abans dels 3 punts per victòria).
L'equip amb més "match points" guanya el campionat.
Exemple 1: L'equip A suma 3 punts (1 stock més proper de l'equip A)
Exemple 2: L'equip B suma 7 punts (3 stocks més propers de l'equip B)

### Target Shooting (individual)
Un partit consisteix en 4 jocs, cada joc amb diferents tasques a realitzar. L'objectiu pot ser el « taube » o un Icestock.
Game 1:
Fer 6 tirades tan a la vora com sigui possible del centre de la pista. Es pot puntuar 10 punts per tirada, La posició dintre dels anells de la "diana" determina la puntuació, hi ha anells de 2, 4, 6, 8 i 10 punts.
La màxima puntuació és de 50 punts (si es fan 6 tirades al 10, només compten 50 punts)
Game 2:
Fer 6 tirades, s'ha de treure fora de la pista uns Icestocks col·locats en les caselles A-B-C-D-E-F.
Es puntuen 2, 4 ó 9 punts per tirada
L'objectiu és colpejat però no surt de la « house »			 2 punts.
L'objectiu és colpejat i surt de la « house » però l'Icestock que hem tirat també surt de la « house »		4 punts.
L'objectiu és colpejat, surt de la « house » i el nostre Icestock es queda dins de la « house »			9 punts.
La màxima puntuació és de 50 punts (si es fan 6 tirades de 9, només compten 50 punts)
Game 3:
El Game 3 és igual que el Game 1, però amb 3 tirades a cada una de les "dianes" que hi ha a les cantonades de la pista.
Fer 3 tirades el més a prop possible de la cantonada esquerra.
Fer 3 tirades el més a prop possible de la cantonada dreta.
La màxima puntuació és, doncs, de 50 punts
Game 4:
Aquest joc és un "mix" dels altres 3. Hi ha 6 tirades amb tasques específiques
Els objectius A i B puntuen un màxim de 10 punts.
L'icestock que tirem ha de colpejar l'objectiu cap al centre de la diana, la puntuació es determina segons la posició de l'Icestock que tirem després de colpejar l'objectiu 2, 4, 6, 8 o 10 punts.
Els objectius G i H puntuen un màxim de 10 punts
L'Icestock que tirem ha d'empènyer l'objectiu cap al centre de la diana, la puntuació la dona la posició de l'objectiu en la diana, 2, 4, 6, 8 o 10 punts.
Els objectius E i F sumen 5 punts cada un.
L'objectiu ha de sortir de la diana i l'Icestock que tirem ha de quedar dins de la diana, qualsevol altra cosa dona 0 punts.
Puntuació Total: 50 punts
La puntuació total del joc són 200 punts (l'actual rècord del món està en 182 punts)

### Long Shooting (Tir de llarga distància)
El Tir de Llarga distància és la disciplina individual més atlètica d'equip en esdeveniments internacionals. Tots els competidors utilitzaran el mateix cos i plat, però utilitzen la seva pròpia maneta. La maneta ha d'ésser inspeccionada per l'àrbitre abans de l'inici de la competició.
L'objectiu és de llançar l'icestock tan lluny com sigui possible dintre dels límits de la Pista.
No és permès moure el peu de la Placa de partida abans que llencem l'icestock.
El competidor ha de romandre en l'àrea de llançament fins que l'àrbitre hagi finalitzat la distància aconseguida i validi el llançament.
Cada competidor té 5 llançaments. Els dos millors aconseguits per cada membre de l'equip (4 persones) són els que sumats ens dona la puntuació i classificació final de l'equip.
Els 2 tirs més llargs sumats de cada competidor ens determinen la posició individual de cada jugador. El top 8 juga la ronda final.
En La ronda final també es totalitzen els 2 millors llançaments dels 5 realitzats i qui sumi més puntuació guanyarà el títol individual.